# Chowdanahalli, Srinivaspur
Chowdanahalli là một làng thuộc tehsil Srinivaspur, huyện Kolar, bang Karnataka, Ấn Độ.